# EnenKio

Flagge des fiktiven Königreichs

Das Königreich EnenKio (eigentlich richtig: eneen-kio) war eine Mikronation, die angeblich von separatistischen Bewohnern der Marshallinseln ausgerufen wurde. EnenKio beanspruchte das Atoll Wake, das völkerrechtlich amerikanisches Außengebiet ist. Amerikanische Behörden werteten die Ausrufung des nur im Internet bestehenden Staates als Versuch, durch Verkauf von fiktiven Staatsanleihen in Höhe von einer Milliarde US-Dollar, Lizenzvergaben sowie durch kostenpflichtige Verleihung von Staatsbürgerschaften Gelder in Form von Vorschussbetrug zu erwirtschaften. Außerdem sollte EnenKio der amerikanischen Drogenkontrollbehörde zufolge als Geldwaschzentrum dienen. Die USA beendete über ihre Börsenaufsichtsbehörde United States Securities and Exchange Commission ab dem Jahr 2000 die Aktivitäten der hinter den angeblich einheimischen Oberhäuptlingen stehenden Staatsbürger der USA und der Bahamas.

## Geschichte

Das beanspruchte Atoll Wake

Wake umfasst eine Gesamtfläche von ca. 6,5 km². Das nächste Atoll ist das etwa 480 km südlich gelegene zu den Marshallinseln gehörende Bokak Atoll. 1568 wurde Wake vom Spanier Álvaro de Mendaña de Neira entdeckt. 1796 fuhr der britische Schoner Prince William Henry das Atoll an; es wurde daraufhin nach dessen Kapitän William Wake benannt. 1899 wurde Wake von den USA annektiert. 1935 wurde auf Wake Island ein Landeplatz gebaut, der als Zwischenstopp für zivile Flugrouten nach Asien diente. Im Zweiten Weltkrieg fand auf Wake die Schlacht um Wake zwischen den USA und Japan statt. Seitdem wird Wake als Stützpunkt der US Air Force genutzt.
Das Königreich EnenKio wurde angeblich 1994 von dem Häuptling Murjel Hermios ausgerufen. Nach seinem Tod im Dezember 1998 wurde sein Bruder Remios Hermios König. Angeblich basieren die Ansprüche auf das bis ins 20. Jahrhundert unbesiedelte Wake auf mündlichen Überlieferungen der marshallesischen Bevölkerung, nach denen sie die Insel als Erste betreten hätten und der jetzige „König“ ein direkter Nachkomme einer dieser Reisenden sei. Die Regierung der Marshallinseln dementierte das bereits 1998:

“The representatives making claims of separate sovereignty are not citizens of the Republic of the Marshall Islands and have no right to make claims on behalf of Marshallese landowners. Furthermore, these representatives are making fraudulent assertions that violate the Republic of the Marshall Islands’ constitutio.”

„Repräsentanten, die Ansprüche auf Souveränität erheben, sind nicht Bürger der Republik der Marshallinseln und haben kein Recht, Ansprüche im Namen marschallenischer Landbesitzer geltend zu machen. Darüber hinaus erheben diese Vertreter betrügerische Behauptungen, die die Verfassung der Marshallinseln verletzen.“

EnenKio wurde von keinem Staat der Erde anerkannt.
Personell waren die Erfinder und Repräsentanten EnenKios teilweise identisch mit denen des ebenfalls kriminellen Zwecken dienenden fiktiven Dominion of Melchizedek. In der Vorgehensweise orientierten sie sich an dem ebenfalls fiktiven Karibik-Staat Poyais, den der General der Südamerikanischen Unabhängigkeitskriege und spätere Hochstapler Gregor MacGregor im 19. Jahrhundert in Europa vermarktete.